# Quatuor à cordes no 1 de Mendelssohn
Pour les articles homonymes, voir Quatuor à cordes no 1.
Le Quatuor à cordes en mi bémol majeur op. 12 (MWV R 25) est une œuvre de Felix Mendelssohn écrite à Londres en septembre 1829.
Mendelssohn a écrit sept quatuors complets et plusieurs pièces pour cette formation ainsi que quelques partitions inachevées. Ce quatuor est le second publié du musicien, composé à l'âge de 20 ans, le premier étant son quatuor en la mineur, paradoxalement de numéro d'opus supérieur (no 13), qui voit le jour deux ans plus tôt.
Il est composé de quatre mouvements et son exécution demande environ un peu moins de vingt minutes.
1. Adagio - Allegro
2. Canzonetta allegretto
3. Andante espressivo
4. Molto allegro e vivace